# TV Niederwürzbach
TV Niederwürzbach är en tysk handbollsklubb från stadsdelen Niederwürzbach i Blieskastel, Saarland, bildad 1908. Klubbens herrlag spelade i Bundesliga från 1989 till 1999. Bästa placering var på andra plats, säsongerna 1992/1993 och 1994/1995. Klubbens främsta merit är segern i Citycupen (nuvarande Challenge Cup) 1995. Klubben tvingades av ekonomiska skäl att lämna Bundesliga 1999.

## Spelare i urval
- Markus Baur (1997–1998)
- Andreas Dittert (1996–1999)
- Jürgen Hartz (1983–?)
- Markus Hochhaus (1988–1991)
- François-Xavier Houlet (1997–1999)
- Stéphane Joulin (1998–1999)
- Nedeljko Jovanović (1998)
- Marek Kordowiecki (?–1995)
- Andrej Lavrov (1996–1999)
- Jörn-Uwe Lommel (1989–1993)
- Stefan Lövgren (1998–1999)
- Konráð Olavsson (1997–1998)
- Staffan Olsson (1992–1996)
- Michael Rocksien (1992–1999)
- Momir Rnić (1986–1990)
- Philippe Schaaf (1996–1999)
- Christian Schwarzer (1991–1999)
- Frank Schmitt (?–1995)